# Celeus
Celeus là một chi chim trong họ Picidae.

## Hình ảnh

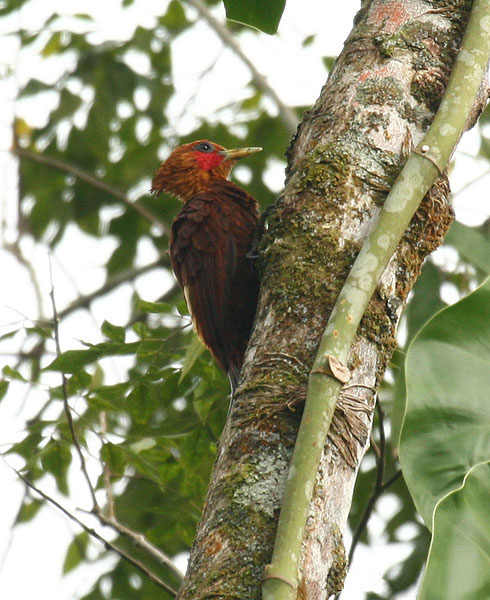
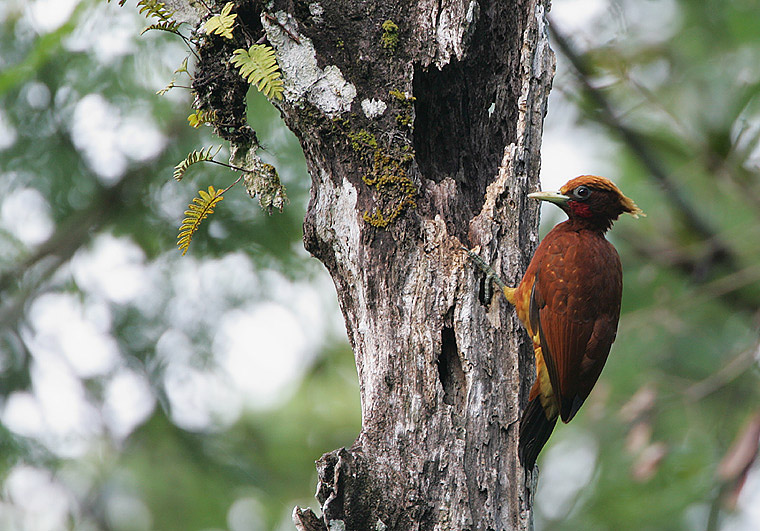
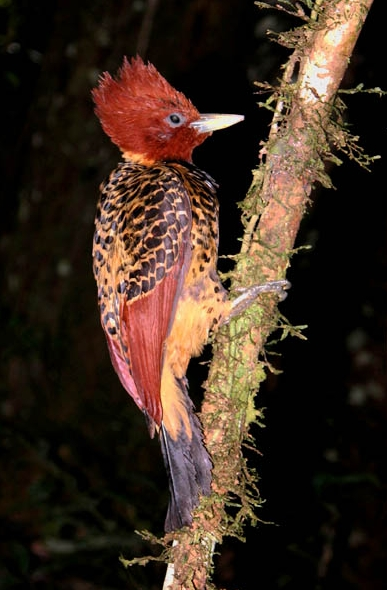